# Myawaddy

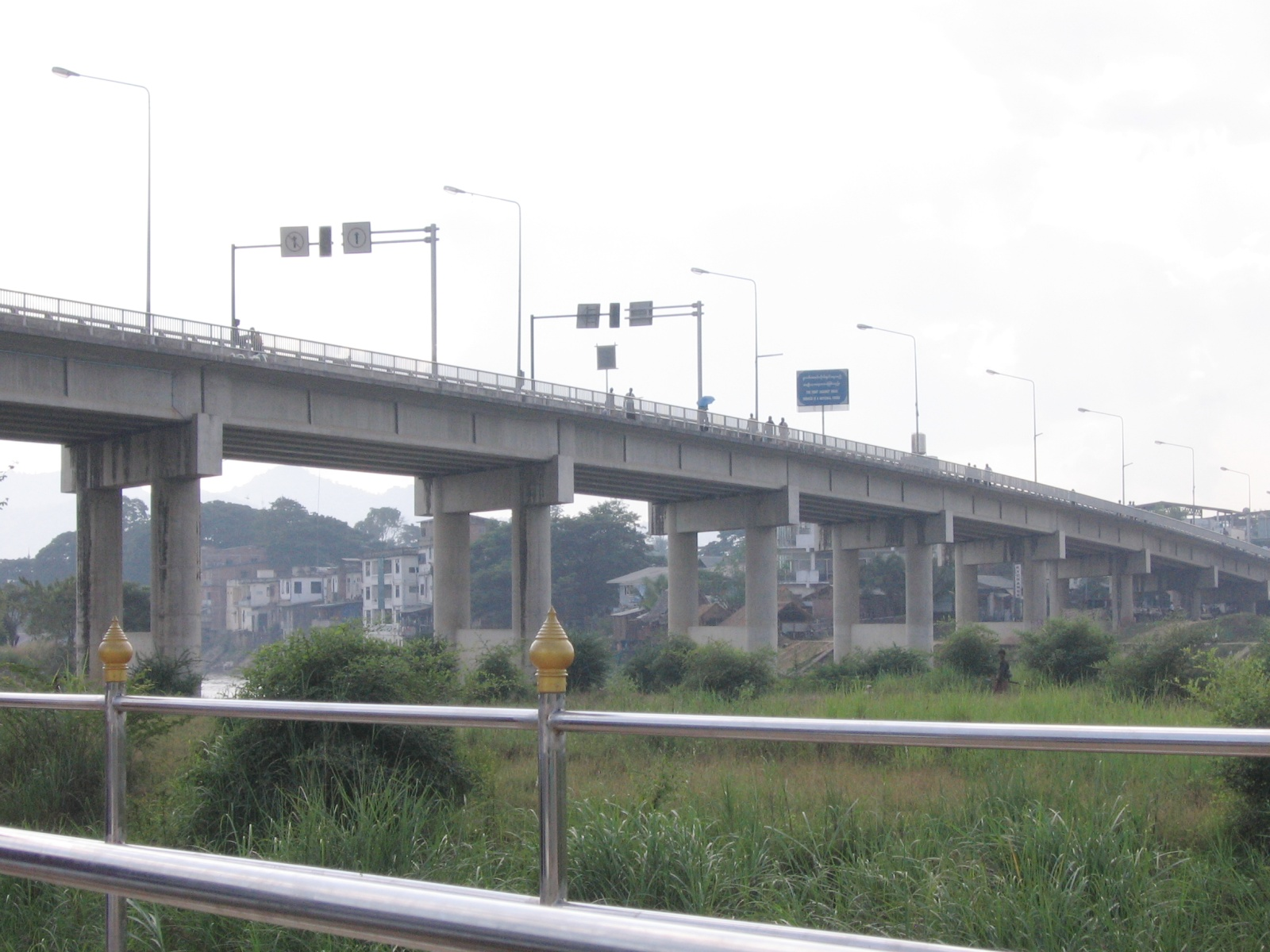
Myawaddy ist Standort von zwei Freundschaftsbrücken, welche den Moei Fluss überqueren

Myawaddy (birmanisch မြဝတီမြို့, BGN/PCGN: myawadimyo) ist eine Stadt in Myanmar.

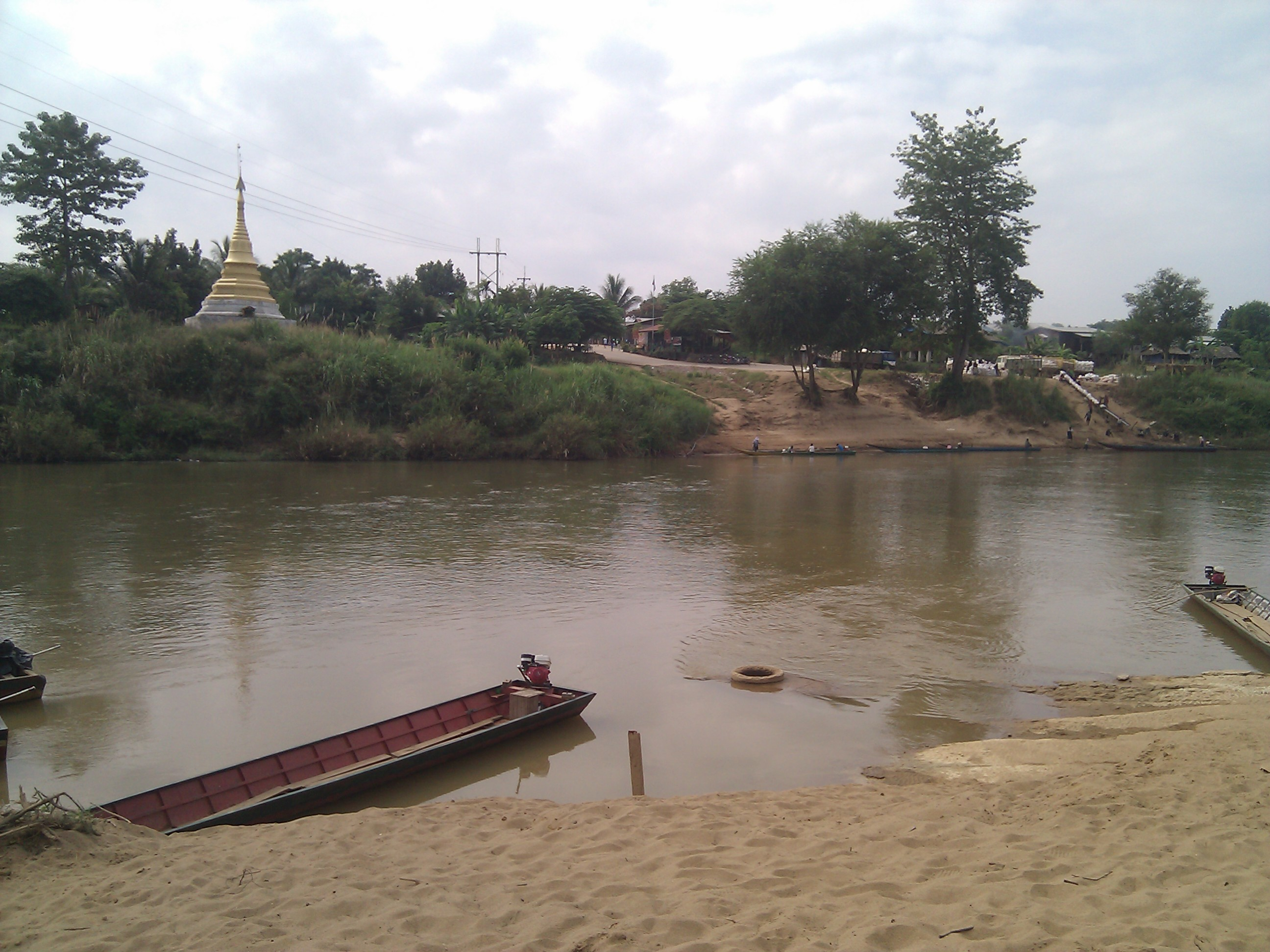
Grenzübergang der BGF am Moei Fluss. Mit kleinen Booten werden besonders Lebensmittel über die Grenze gebracht. Sie dienen aber auch den vielen Spielkasinos als Zugang von der Thai-Seite.

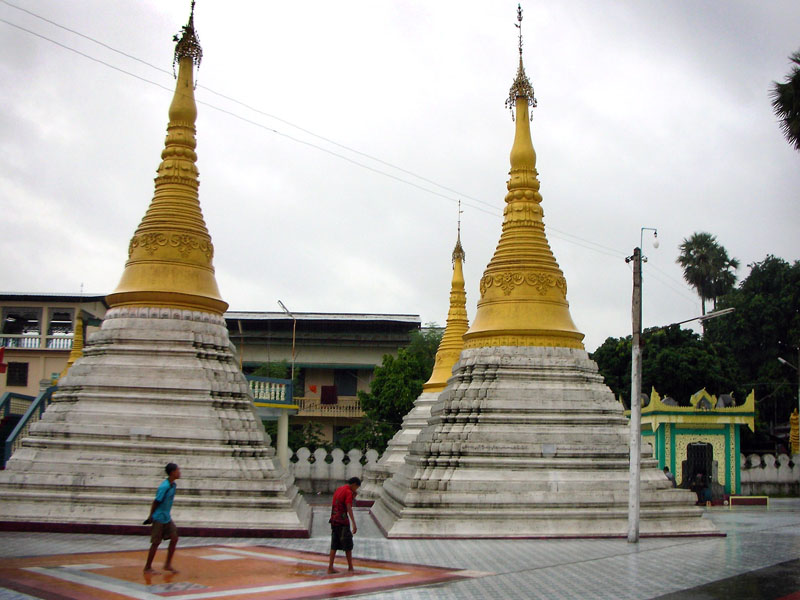
Buddhistische Pagoden in Myawaddy.

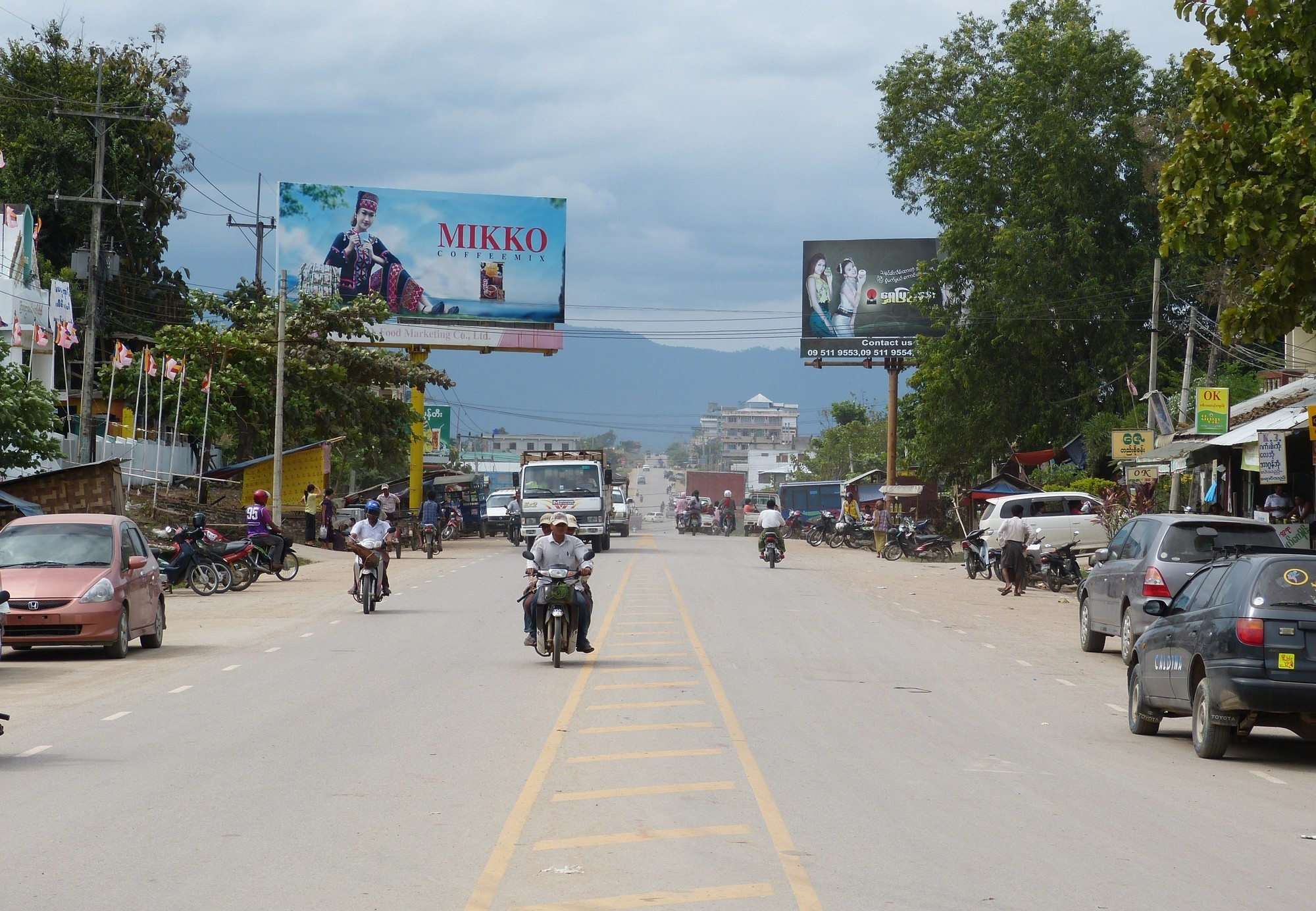
Hauptstraße von Myawaddy

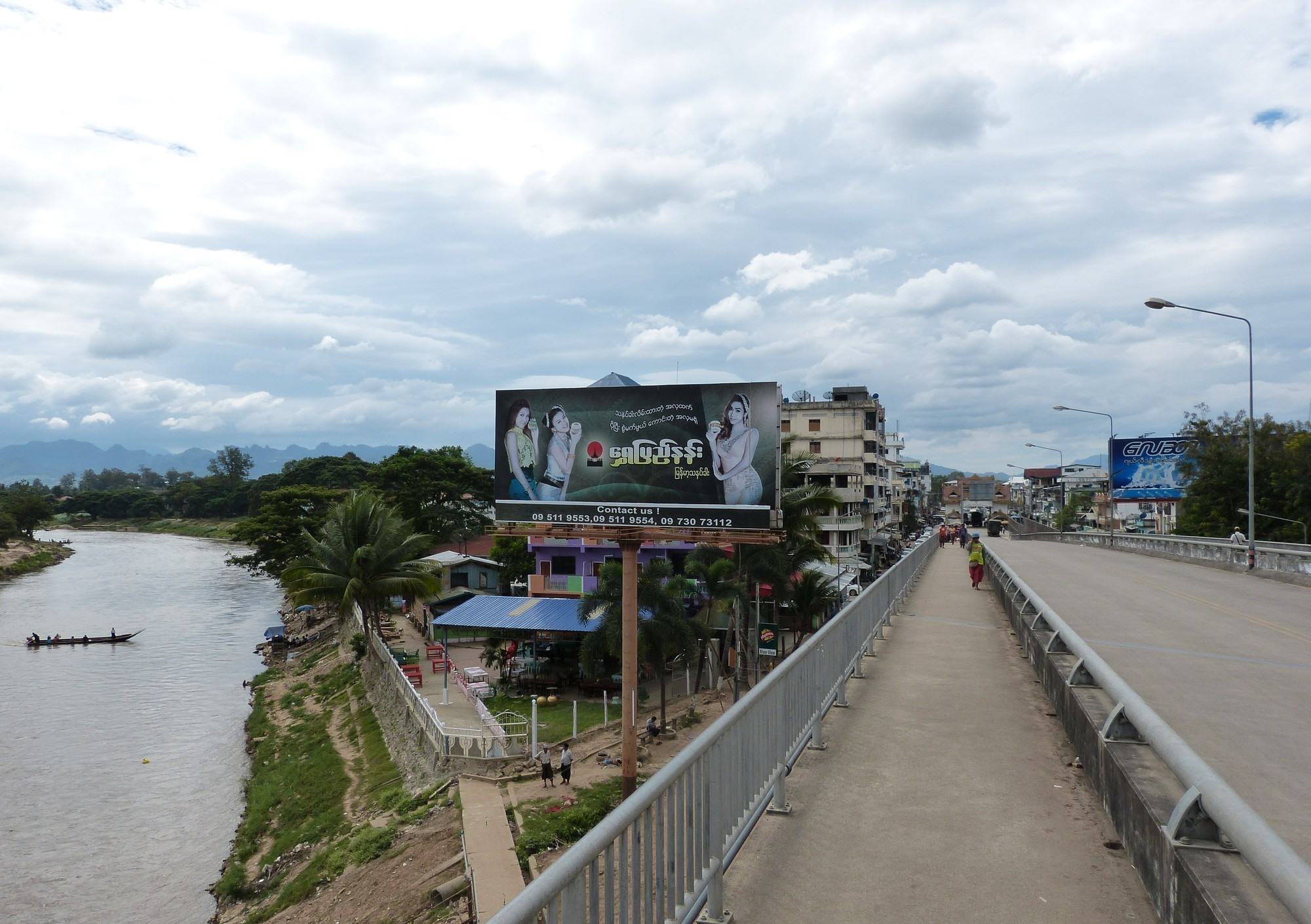
Blick von der Freundschaftsbrücke auf den Moei Fluss.

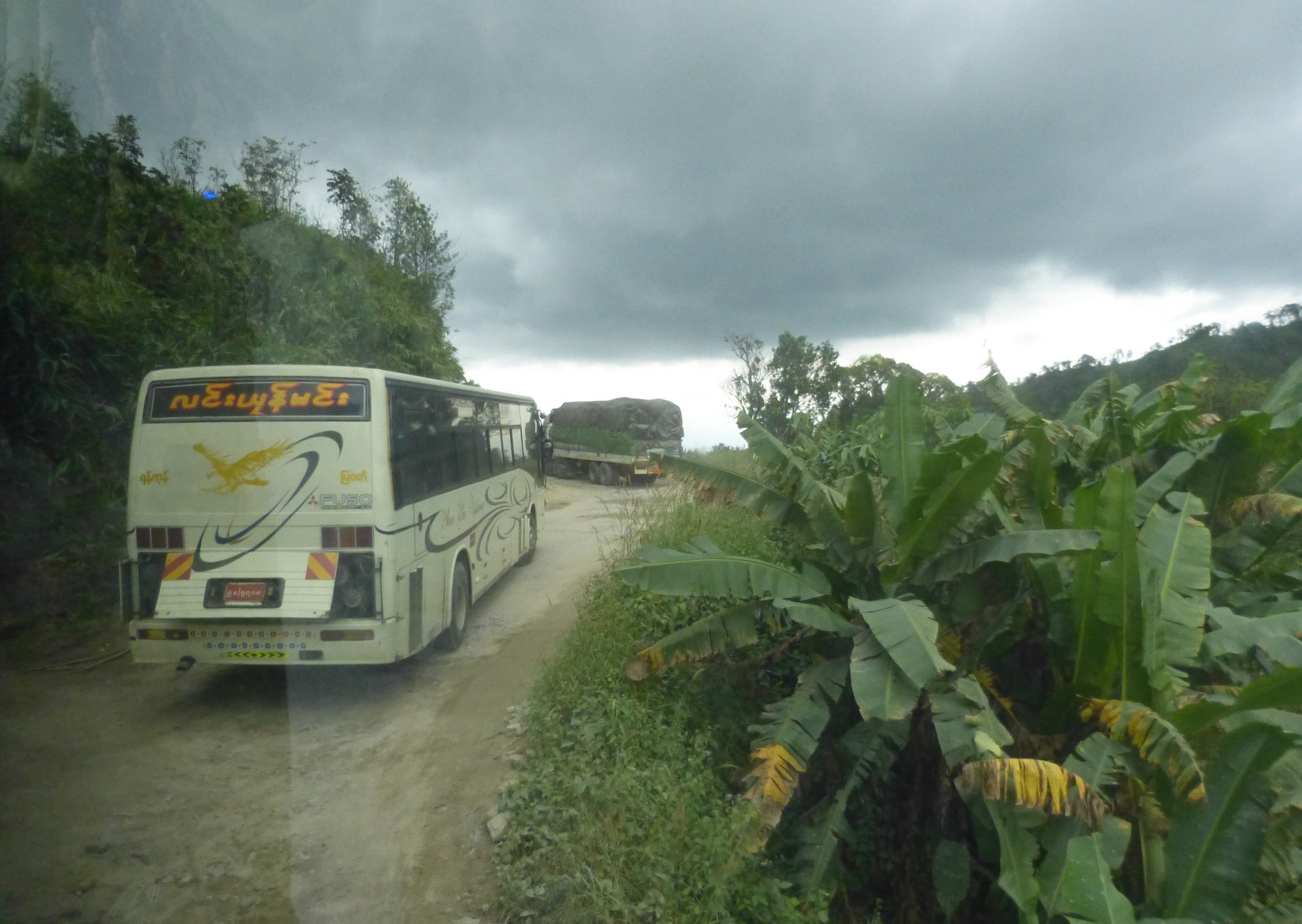
Zugang zu Myawaddy durch die Dawna Berge. Diese Straßen waren 2024 hart umkämpft.

## Geographie
Myawaddy liegt im Osten des Landes an der Grenze zu Thailand (Mae Sot).
Die Stadt liegt am Moei-Fluss und wird im Westen durch hohe Berge begrenzt. Myawaddy ist Standort von zwei wichtigen Grenzübergangen zwischen Thailand und Myanmar. Beide befinden sich an Brücken über den Fluss. Die Brücken werden Thai Myanmarische Freundschaftsbrücke I und II genannt. Die Stadt wird vom Asia Highway 1 durchquert. Die Freundschaftsbrücke I dient primär dem Personenverkehr und dem Zugang zum Flughafen Mae Sot, die zweite Brücke primär dem Warenaustausch. Myawaddy liegt 110 Kilometer östlich von Mawlamyaing im Karen-Staat und 426 Kilometer Nord-Westlich von Bangkok. Myawaddy gilt als zweitwichtigster Grenzübergang zwischen Thailand und Myanmar. Myawaddy ist Verwaltungssitz des gleichnamigen Bezirks (Township) Myawaddy.

## Geschichte
1997 wurde die Erste Freundschaftsbrücke zwischen Thailand und Myanmar eröffnet. Es handelt sich um den ersten Brückenbau zwischen den Ländern, deren Grenze oftmals Flüsse bilden. Der Bau einer zweiten Brücke wurde am 21. Januar 2015 begonnen. Der Bau verzögerte sich aufgrund von ungeklärten Landverhältnissen für die vier Kilometer lange Zufahrtsstraße. Am 20. März 2019 wurde die Brücke eröffnet. Der Bau hatte 8 Milliarden Thai Baht gekostet. Vor dem Bau der Brücken war Myawaddy ein kleines, unbedeutendes Dorf gewesen.
Am 8. November 2010 kam es in der Stadt, einen Tag nach den Wahlen in Myanmar 2010, zu heftigen Gefechten des Militärs mit Aufständischen der Karen-Minorität. Eine 1000 Mann starke Abteilung der Democratic Karen Benevolent Army DKBA-5 besetzte mit Unterstützung der Karen National Liberation Army (KNLA) die Stadt.
Kurz vor der Eröffnung des neuen Asia Highway 1 im Jahr 2015 kam es zu Gefechten zwischen der Democratic Karen Benevolent Army DKBA-5 und dem Militär. Der Highway führt durch Gebiete, welche die DKBA-5 2015 kontrollierte und die der DKBA-5 in einem Waffenstillstandsabkommen zugesprochen worden waren. Zusammen mit der Karen National Liberation Army KNLA wurde eine Zahlstelle am Highway eingerichtet, um Gebühren für die Nutzung der Straße nach Myawaddy zu erheben. Nach heftigen Gefechten zogen sich die bewaffneten ethnischen Organisationen vom Highway zurück.
Am 11. März 2022 wurde die zweite Freundschaftsbrücke durch eine Explosion teilweise zerstört. Eine Behelfsbrücke wurde errichtet.
Am 24. April 2022 wurde der Grenzübergang auf myanmarischer Seite an der ersten Freundschaftsbrücke durch eine Autobombe zerstört.
Am 5. September 2023 wurde der Gouverneur der Stadt durch einen Drohnenangriff zusammen mit sechs weiteren Personen getötet. Der Angriff wurde von der Kobra-Einheit der Karen National Union (KNU) mithilfe von zwei Drohnen ausgeführt, die Sprengstoff über dem nur einen Kilometer von Thailand entfernten Gemeindezentrum abwarfen. Weitere zehn Personen wurden verletzt.
Anfang April 2024 wurde die Stadt großteils von der Widerstandsbewegung Karen National Liberation Army (KNLA) kontrolliert. Die Einnahme wurde ermöglicht, nachdem die Karen (Kayin) Border Guard Force BGF mit der Militärregierung gebrochen hatte, und ihre Truppen aus der Umgebung westlich der Stadt zurückgezogen hatten. Am 13. April bombardierte die KNLA den Waren-Grenzübergang an der Zweiten Freundschaftsbrücke mit Hilfe von Drohnen. Truppen des 275. Bataillons der Regierungstruppen hatten sich an die Brücke zurückgezogen, nachdem ihre Basis zehn Kilometer westlich der Stadt überrannt worden war. Reuters berichtete am 18. April 2024 das die in Karen National Army KNA unbenannten BGF immer noch Teile der Stadt und deren Umgebung kontrollierten. Die KNLA, die PDF und die KNA versuchten aber sich zu koordinieren und Gefechte untereinander zu vermeiden. Auch die Democratic Karen Benevolent Army DKBA-5, und der KNU/KNLA Peace Council würden Teile der Stadt kontrollieren. Die Truppen der KNLA und der PDF's wären nicht in das Stadtzentrum vorgedrungen und hätten das Stadtzentrum Einheiten anderen Milizen überlassen, welche als (ehemalig) militärnah galten. Dass sich die KNA, die DKBA-5 und die KNU/KNLA-PC der Opposition um die Exilregierung kurz NUG anschließen würden, wurde im April 2024 von Analysten als sehr unwahrscheinlich eingestuft. Die militärnahem Milizen hätten aber auch nichts unternommen um die Erstürmung der Armeebasen von Bataillon 275, 355, 356, 357 und des Regionalkommandos 12 durch die KNLA zu verhindern. Sie hätten sich für neutral erklärt. Am 22. April 2024 meldeten mehrere Nachrichtenquellen starke Luftangriffe auf die Umgebung der Stadt durch die Militärregierung. Später gelang es den Truppen des 275 Bataillons unter dem Schutz der KNA in ihre Basis zurückzukehren, nachdem sich die KNLA aus dem Gebiet um die 2. Freundschaftsbrücke zurückgezogen hätten. Laut einem Sprecher der KNLA geschah der Rückzug um einer Falle, ausgeheckt von der Militärregierung und der KNA zu entgehen. Am 25. April kontrollierte die KNLA weiterhin die Stützpunkte des 355, 356, 357 Bataillons in den Bergen um Myawaddy, das Stadtzentrum überließen sie aber der KNA und anderen bewaffneten Organisationen. Ein Sprecher der KNA erklärte, dass sie in Zukunft Myawaddy gemeinsam mit dem Militär verwalten würden. Myawaddy war immer ein Streitpunkt zwischen der DKBA, der Karen BGF und der Zentralregierung gewesen. Formell befand sich Myawaddy immer auf einem Gebiet, welches die Zentralregierung für sich beanspruchte, während die BGF Gebiete nördlich und südlich der Stadt für sich beanspruchte, aber auch immer versuchte Macht in der Stadt selber auszuüben. Die DKBA-5 und die KNU/KNLA-PC beanspruchten Gebiete westlich der Stadt für sich. Die BGF bzw. KNA hatte immer ein großes wirtschaftliches Interesse an der Stadt und betrieb mehrere Wirtschaftsunternehmen (z. B. Gate 25) in der Stadt.

## Wirtschaft
In Myawaddy befinden sich zwei Grenzübergänge zwischen Thailand und Myanmar. Im Jahr 2022 wurden von Thailand Güter im Wert von 3 Milliarden Dollar nach Myanmar exportiert. Güter wurden offiziell beim thailändischen Zoll deklariert, aber in vielen Fällen nicht über die offiziellen Grenzübergänge nach Myanmar eingeführt. Zirka 30 semioffiziele Grenzübergänge (Gates) in der Umgebung von Myawaddy werden von bewaffneten Einheiten betrieben, zumeist von der BGF/KNA. Offiziell wurden nur Waren im Wert von 1.3 Milliarden Dollar über die zwei offiziellen Grenzübergänge importiert, der Rest erfolgte daher über die Grenzübergänge der BGF, welche keine Steuern oder Gebühren an die Zentralregierung entrichteten. Einer der Gründe für den Schmuggel sind die Restriktionen die Myanmar nach dem Putsch im Februar 2021 erlassen hat. Importgenehmigungen waren schwierig zu erhalten. Händler waren gezwungen zu schmuggeln. Besonders Benzin und Diesel, Mobiltelefone und Zubehör, aber auch Softdrinks wurden über die BGF Gates ins Land geschmuggelt. Die Militärregierung ließ die BGF gewähren, benötigte sie doch die Unterstützung dieser gutausgebildeten und gutausgerüsteten Truppe.

## Kriminalität
Die Stadt und ihre Umgebung galt 2024 als Zentrum für Fraud Factories. Besonders in von der BGF kontrollierten Gebieten um die Stadt wurden Spielkasinos und Operationszentralen für Online Betrügereien errichtet, wo Tausende von Menschen gegen ihren Willen festgehalten wurden. Die meisten dieser Operationen wurden von chinesischen Triaden betrieben.

## Tourismus
Die Stadt war beliebt unter burmesischen Touristen, weil sie von dort aus visafrei für sieben Tage in das benachbarte Mae Sot einreisen dürfen. Auch unter sonstigen Touristen war die Stadt beliebt, da man von Thailand aus ein Visa on Arrival für Myanmar bekommen konnte. Die Möglichkeit, Visa on Arrival zu erhalten, wurde aber wieder abgeschafft. Thailändische Staatsbürger konnten den Grenzübergang auch ohne Visa queren. Beliebt waren auch die vielen nicht offiziellen Grenzübergänge zwischen Thailand und Myanmar, welche oftmals von der BGF betrieben wurden. Besonders thailändische Touristen zog es in die vielen Spielkasinos entlang des Flusses Moei, ohne offiziell auszureisen zu müssen.